# Ballon d’Or 1962

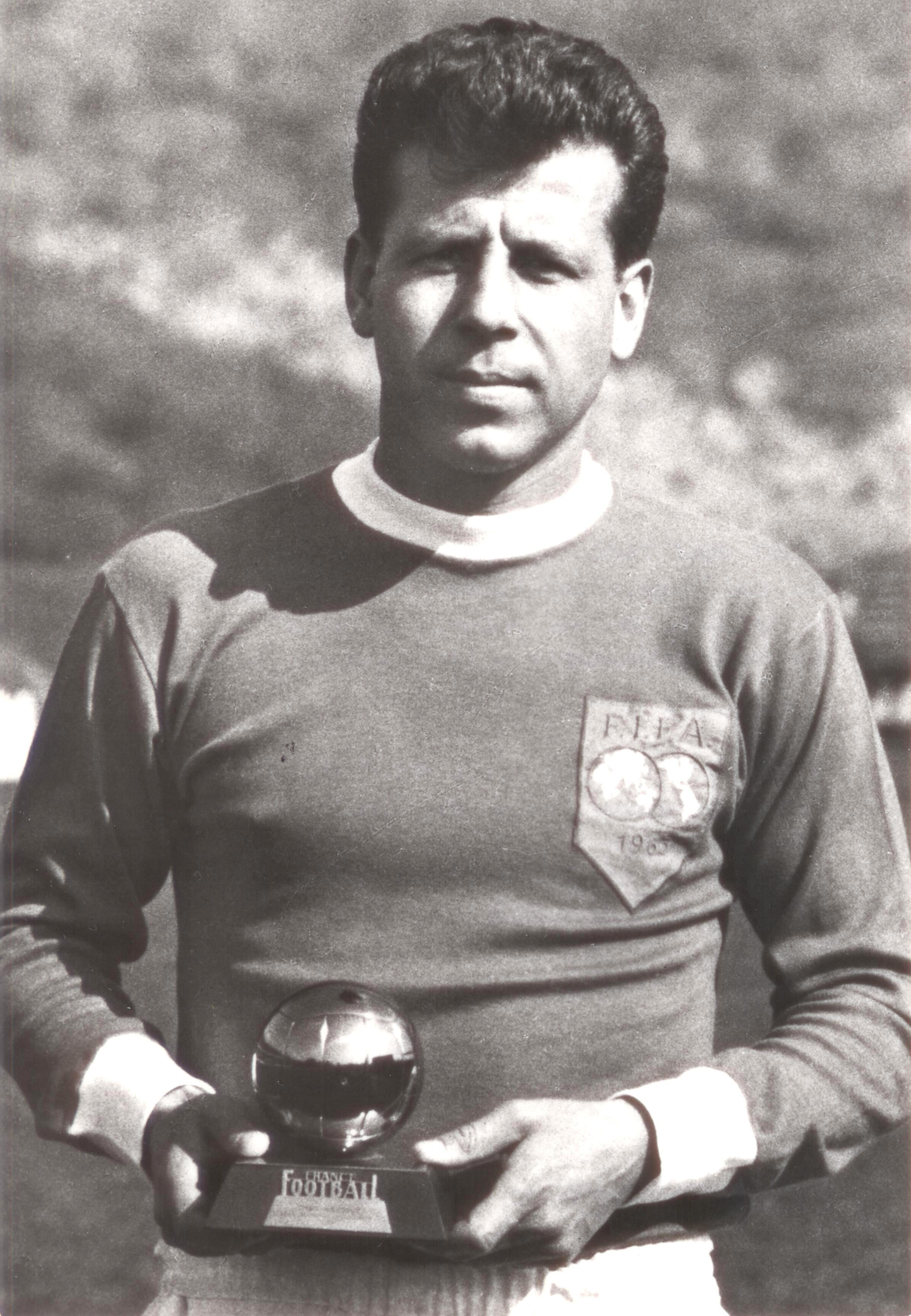
Josef Masopust mit Ballon d’Or, 1962

Die siebte Verleihung des Ballon d’Or (französisch für Goldener Ball) der Zeitschrift France Football erfolgte 1962. Sieger wurde der tschechoslowakische Spieler Josef Masopust.

## Ergebnis
Am 18. Dezember 1962 veröffentlichte France Football das Ergebnis:
1. Josef Masopust (Dukla Prag) (65)
2. Eusébio (Benfica Lissabon) (53)
3. Karl-Heinz Schnellinger (1. FC Köln) (33)
4. Dragoslav Šekularac (Roter Stern Belgrad) (26)
5. Jef Jurion (RSC Anderlecht) (15)
6. Gianni Rivera (AC Mailand) (14)
7. Jimmy Greaves (Tottenham Hotspur) (11)
8. John Charles (AS Rom) (10)
  Milan Galić (Partizan Belgrad) (10)
9. János Göröcs (Újpest Budapest) (6)
10. Raymond Kopa (Stade Reims) (4)
  Denis Law (Manchester United) (4)
  José Águas (Benfica Lissabon) (4)
  Omar Sívori (Juventus Turin) (4)
11. André Lerond (Stade Français) (3)
  Luis Suárez (Inter Mailand) (3)
  Andrej Kvašňák (Sparta Prag) (3)
  Luis del Sol (Juventus Turin) (3)
12. Joaquín Peiró (Atlético Madrid) (2)
  Flórián Albert (Ferencváros Budapest) (2)
  Ernő Solymosi (Újpest Budapest) (2)
  Horst Nemec (Austria Wien) (2)
  Kurt Hamrin (AC Florenz) (2)
  Viliam Schrojf (Slovan Bratislava) (2)

Darüber hinaus erhielten Francisco Gento (, Real Madrid), Lajos Tichy (, Honvéd Budapest) und Ezio Pascutti (, FC Bologna) je eine Stimme.